# Proprioseiopsis messor
Proprioseiopsis messor är en spindeldjursart som först beskrevs av Wainstein 1960.  Proprioseiopsis messor ingår i släktet Proprioseiopsis och familjen Phytoseiidae. Inga underarter finns listade i Catalogue of Life.